# Офелья (Великопольське воєводство)
Офелья (пол. Ofelia) — село в Польщі, у гміні Марґонін Ходзезького повіту Великопольського воєводства.